# Finngrundet-Norra banken
Finngrundet-Norra banken este o arie protejată (arie specială de conservare — SAC, sit de importanță comunitară — SCI) din Suedia întinsă pe o suprafață de 1.338,2 ha, integral marine.

## Localizare
Centrul sitului Finngrundet-Norra banken este situat la coordonatele 61°02′03″N 18°10′35″E / 61.0341°N 18.1764°E.

## Înființare
Situl Finngrundet-Norra banken a fost declarat sit de importanță comunitară în mai 2011 pentru a proteja un număr necunoscut de specii din flora spontană și fauna sălbatică aflate în arealul zonei. Situl a fost protejat și ca arie specială de conservare în decembrie 2017.

## Biodiversitate
Situată în ecoregiunile boreală și marină baltică, aria protejată conține 1 habitat natural: Recifuri.
La baza desemnării sitului se află un număr nedeclarat de specii protejate.